# 第7回全国陸上競技大会
第7回全国陸上競技大会（だい7かいぜんこくりくじょうきょうぎたいかい）は、1919年（大正8年）11月8日から11月9日に行われた全国陸上競技大会（後の日本陸上競技選手権大会）。
第5回と同じ鳴尾運動場で開催された。男子種目のみ行われた。

## 大会結果
|                      | 優勝                                  | 優勝      | 2位                                   | 2位       | 3位                                         | 3位       |
| -------------------- | ------------------------------------- | --------- | ------------------------------------- | --------- | ------------------------------------------- | --------- |
| 100m                 | 伊達宗敏 関西学院大学                 | 12.0      | 小幡孫二 東京高等師範学校             |           | 梅田三次郎 明星商業学校                     |           |
| 200m                 | 伊達宗敏 関西学院大学                 | 24.4      | 小幡孫二 東京高等師範学校             |           | 土居弥生吉 慶応義塾大学                     |           |
| 400m                 | 佐伯巌 同志社大学                     | 52.0      | 西池成器 同志社中学                   | 54.8      | 渡辺文吉 関西学院大学                       |           |
| 800m                 | 佐伯巌 同志社大学                     | 2:10.2    | 蓮見三郎 日本歯科医学校               | 2:13.0    | 服部千八 三重青年                           |           |
| 1500m                | 長山英一 鳥取青年 麻生武治 早稲田大学 | 4:28.0    |                                       |           | 戸田順一 鳥取青年                           | 4:28.6    |
| 5000m                | 伊達洋造 広島青年                     | 16:38.0   | 戸田順一 鳥取青年                     | 16:50.0   | 長山英一 鳥取青年                           |           |
| 10マイル             | 伊達洋造 広島青年                     | 57:15.0   | 今川武夫 大阪二松会                   | 58:49.0   | 小松力蔵 神戸高等商業学校                   | 59:09.0   |
| マラソン（25マイル） | 三浦弥平 早稲田大学                   | 2:39:40.0 | 高橋金一 大阪二松会                   | 2:45:00.0 | 栗本義彦 和歌山県師範学校                   | 2:49:30.0 |
| 110mハードル         | 金成義雄 早稲田大学                   | 17.8      | 大畑楢彦 早稲田大学                   |           |                                             |           |
| 200mハードル         | 広兼篤郎 慶応義塾大学                 | 28.4      | 木原専次 関西学院大学                 | 29.0      | 渡辺文吉 関西学院大学                       |           |
| 半マイルリレー       | 猿渡・木原・石関・仁木 関西学院大学   | 1:41.8    | 小曽根・宇磨谷・井上・滝 神戸第二中学 | 1:44.2    | 梶谷・奥野・香迷・勝田 大阪市立高等商業学校 |           |
| 1マイルリレー        | 渡辺・島・伊達・築山 関西学院大学     | 3:53.8    |                                       |           |                                             |           |
| メドレーリレー       | 尚友会                                | 4:05.6    | 東京高等師範学校                      |           |                                             |           |
| 走高跳               | 鴻沢吾老 大阪府立北野中学校           | 1.63      | 山添善治 東京帝国大学農学部実科       | 1.57      | 小林勇二 兵庫県立第二神戸中学校             | 1.45      |
| 棒高跳               | 田島堅吉 東京農業大学                 | 2.89      | 原公平 飯田中学校                     | 2.89      | 芝川亀太郎 慶応義塾大学                     | 2.74      |
| 走幅跳               | 鴻沢吾老 大阪府立北野中学校           | 6.16      | 野口源三郎 大日本体育協会             | 6.08      | 佐藤信一 東京高等師範学校                   | 5.91      |
| 三段跳               | 佐藤信一 東京高等師範学校             | 12.45     | 芝川亀太郎 慶応義塾大学               | 12.10     | 梨羽勝起 東京農業大学                       | 10.37     |
| 砲丸投               | 益田弘 慶応義塾大学                   | 10.13     | 山内敬二 早稲田大学                   | 9.98      | 浅沼信夫 早稲田大学                         | 9.37      |
| 円盤投               | 二村忠臣 東京高等師範学校             | 27.76     | 日野俊夫 神戸高等商業学校             | 27.47     | 木下米松 慶応義塾大学                       | 27.46     |
| ハンマー投           | 木下米松 慶応義塾大学                 | 25.75     | 小川仲次郎 浪華青年                   | 24.01     | 日野俊夫 神戸高等商業学校                   | 22.70     |
| やり投               | 益田弘 慶応義塾大学                   | 43.80     | 斉藤兼吉 東京高等師範学校             | 43.58     | 上田精一 東京高等師範学校                   | 41.49     |